# Bob Lorimer
Robert Roy „Bob” Lorimer (Toronto, 1953. augusztus 25. – ) kétszeres Stanley-kupa-győztes kanadai jégkorongozó.

## Karrierje
Az egyetemi pályafutását a Michigani Műszaki Egyetemen kezdte 1971-ben. Az 1973-as NHL-amatőr drafton a New York Islanders választotta ki a 9. kör 129. helyén. Az egyetemi csapatban 1975-ig játszott és megnyerték az országos bajnokságot. Felnőttként ezután mutatkozott be a CHL-ben a Fort Worth Texans és az IHL-ben Muskegon Mohawks. A következő szezonban már egy mérkőzést játszhatott a National Hockey League-ben, az Islandersben, de a szezon további részét a Fort Worth Texansban töltötte. A következő év is így telt, csak ekkor 5 mérkőzésen kapott lehetőséget az NHL-ben. A szezon végén CHL-bajnok lett. (Adams-kupa). Végül 1978 és 1981 között teljes értékű csapattag lett az Islandersben és két Stanley-kupát nyert. 1981-ben egy évre a Colorado Rockiesbe igazolt. A következő évben a Rockies New Jersey-be költözött és New Jersey Devils néven folytatta a csapat. 1986-ban vonult vissza a Devilsből.
Jim Nahrgang sógora, aki szintén NHL-játékos volt. Andrea Nahrgang unokatestvére, aki a 2002. évi téli olimpiai játékokon vett részt biathlonban.